# 山之内克子
山之内 克子（やまのうち よしこ、1963年 - 2023年1月18日 ）は、日本の歴史学者、西洋史学者。専門は近代オーストリア史、西洋都市史、とくに旧ハプスブルク君主国領およびドイツ語圏の社会文化史。神戸市外国語大学外国語学部教授。

## 略歴
愛媛県生まれ。1986年、早稲田大学第一文学部西洋史学専修卒業。 同大学院文学研究科修士課程修了、同博士課程単位取得満期退学。1997年、ウィーン大学精神科学部経済社会史学科博士課程修了。哲学博士（1997年11月、ウィーン大学社会経済史研究所）(Ph.D.)。神戸市外国語大学助教授を経て、教授。

## 著書

### 単著
- 『ウィーン：ブルジョアの時代から世紀末へ』講談社＜講談社現代新書＞、1995年。ISBN 978-4-06-149276-9
- Burgerliche Lesekultur im 19. Jahrhundert : eine sozialgeschichtliche Untersuchung am Beispiel Wiens / WUV-Universitatsverlag 1998 (Dissertationen der Universitat Wien)
- 『啓蒙都市ウィーン』山川出版社＜世界史リブレット＞、2003年。ISBN 978-4-634-34740-3
- 『ハプスブルクの文化革命』講談社＜選書メチエ＞、2005年。ISBN 978-4-06-258340-4
- 『物語 オーストリアの歴史：中欧「いにしえの大国」の千年』中央公論新社＜中公新書＞、2019年。ISBN 978-4-12-102546-3

### 翻訳
- ディーター・ヒルデブラント『第九：世界的讃歌となった交響曲の物語』法政大学出版局、2007年。ISBN 978-4-588-41022-2
- ロビン・オーキー『ハプスブルク君主国 1765-1918：マリア=テレジアから第一次世界大戦まで』三方洋子訳、山之内克子・秋山晋吾監訳、NTT出版、2010年。ISBN 978-4-7571-4062-2
- ミヒャエル・ノルト『人生の愉楽と幸福：ドイツ啓蒙主義と文化の消費』法政大学出版局、2013年。ISBN 978-4-588-37119-6

## 論文
- ＜山之内克子